# Placidula
Genre
Synonymes
- genre Placidina d'Almeida, 1928 (préféré par BioLib)[1]

Placidula est un genre d'insectes lépidoptères de la famille des Nymphalidae et de la sous-famille des Danainae qui ne comprend qu'une seule espèce, Placidula euryanassa.

## Dénomination
Le genre Placidula a été nommé par Romualdo Ferreira d'Almeida (d) en 1922. 

## Liste d'espèces
Selon BioLib (13 janvier 2021) :
- Placidula euryanassa (C. & R. Felder, 1860) qui se rencontre sur la cote Atlantique de l'Amérique du Sud (en Argentine, au Brésil et en Uruguay)[2].